# Lista de nomes tradicionais de estrelas
Esses nomes de estrelas que foram aprovados pela União Astronômica Internacional (IAU) ou que têm sido usados recentemente. A aprovação da IAU vem principalmente de seu Working Group on Star Names (WGSN), que publica uma "Lista de Nomes de Estrelas aprovados pela IAU" desde 2016. Em agosto de 2018, a lista incluía um total de 336 nomes próprios de estrelas.

## Antecedentes
Das cerca de 10.000 estrelas visíveis a olho nu, apenas algumas centenas receberam nomes próprios na história da astronomia. A astronomia tradicional tende a agrupar estrelas em constelações ou asterismos e dar nomes próprios a eles, não a estrelas individuais.
Muitos nomes de estrelas são, na origem, descritivos da parte da constelação em que são encontrados; assim, Phecda, uma corruptela (em árabe: -فخذ الدب-) fakhdh al-dubb ('coxa de urso'). Apenas um punhado das estrelas mais brilhantes têm nomes próprios individuais, não dependendo de seu asterismo; então Sirius ('o abrasador'), Antares ('rival de Ares', ou seja, vermelho-matizado como Marte), Canopus (de origem incerta), Alfarde ('o solitário'), Regulus ('reizinho'); e indiscutivelmente Aldebarã ('o seguidor' [das Plêiades]) e Prócion ('precedendo o cão' [Sirius]). O mesmo se aplica aos nomes de estrelas chinesas, em que a maioria das estrelas é enumerada dentro de seus asterismos, com um punhado de exceções como 織女 ('garota tecelã') (Vega).
Além do número limitado de nomes de estrelas tradicionais, alguns foram cunhados nos tempos atuais, por exemplo "Avior" de Epsilon Carinae (1930), e várias estrelas com nomes de pessoas (principalmente no século XX).

## Catálogo da União Astronômica Internacional
Em 2016, a União Astronômica Internacional (IAU) organizou um Working Group on Star Names (WGSN) para catalogar e padronizar nomes próprios para estrelas. O primeiro boletim da WGSN, datado de julho de 2016, incluiu uma tabela de 125 estrelas compreendendo os dois primeiros lotes de nomes aprovados pela WGSN (em 30 de junho e 20 de julho de 2016) juntamente com nomes de estrelas adotados pelo Grupo de Trabalho do Comitê Executivo sobre Nomenclatura Pública de Planetas e Satélites Planetários da IAU durante a campanha 2015 do NameExoWorlds e reconhecido pela WGSN. Outros lotes de nomes foram aprovados em 21 de agosto, 12 de setembro, 5 de outubro e 6 de novembro de 2016. Eles foram listados em uma tabela de 102 estrelas incluída no segundo boletim do WGSN, datado de novembro de 2016. As próximas adições foram feitas em 1 de fevereiro de 2017 (13 novos nomes de estrelas), 30 de junho de 2017 (29), 5 de setembro de 2017 (41), 17 de novembro de 2017 (3), 1 de junho de 2018 (17) e em 10 de agosto de 2018 (6). Todos os 336 nomes estão incluídos na lista atual de nomes de estrelas aprovados pela IAU, atualizada pela última vez em 10 de agosto de 2018.
Além disso, em 2019, a IAU organizou sua campanha IAU 100 NameExoWorlds para nomear exoplanetas e suas estrelas hospedeiras. Os nomes aprovados de 112 exoplanetas e suas estrelas hospedeiras foram publicados em 17 de dezembro de 2019.

## Lista
Na tabela abaixo, a menos que indicado por um "†" ou "*", o "nome próprio atual" é o nome aprovado pela Working Group on Star Names (WGSN) e inserido na "Lista de Nomes de Estrelas aprovados pela IAU" ou de outra forma aprovada pela União Astronômica Internacional (IAU). O WGSN decidiu atribuir nomes próprios a estrelas individuais em vez de sistemas inteiros de estrelas múltiplas. Os nomes marcados com "†" não são mais aprovados, enquanto os nomes marcados com "*" são nomes que foram propostos ou aceitos desde a última atualização da lista em 10 de agosto de 2018.
Para tais nomes relacionados a membros de sistemas de estrelas múltiplas, e onde uma letra de componente (de, por exemplo, o Catálogo de Estrelas Duplas Washington) não está explicitamente listada, o WGSN diz que o nome deve ser entendido como sendo atribuído ao componente visualmente mais brilhante. Na coluna "Nomes/comentários históricos", "IAU novo 2015" e "IAU novo 2019" indicam que o nome foi aprovado pelo IAU como consequência de suas campanhas NameExoWorlds de 2015 e 2019, respectivamente.
| Constelação         | Designação              | Nome próprio atual  | Nomes históricos/comentários | Pronúncia em inglês             |
| ------------------- | ----------------------- | ------------------- | --- | ------------------------------- |
| Lynx                | XO-5                    | Absolutno*          | IAU novo 2019 Proposta da República Tcheca; uma substância ficcional no romance Továrna na absolutno de Karel Čapek. | /θj/                            |
| Eridanus            | θ1 Eridani A            | Acamar              | | /ˈækəmɑr/                       |
| Eridanus            | α Eridani A             | Achernar            | O nome era originalmente (em árabe: آخر النهر) ʾāẖir an-nahr ('fim do rio'). | /ˈeɪkərnɑr/                     |
| Cassiopeia          | η Cassiopeiae A         | Achird              | Aparentemente aplicado pela primeira vez a η Cassiopeiae no Skalnate Pleso Atlas of the Heavens publicado em 1950, mas não é conhecido antes disso. | /ˈeɪtʃərd/                      |
| Scorpius            | β1 Scorpii Aa           | Acrab               | O nome tradicional do sistema β Scorpii foi traduzido como Akrab e Elakrab, derivado (como Acrab) (em árabe: العقرب) al-ʿaqrab ('o escorpião'). | /ˈeɪkræb/                       |
| Crux                | α Crucis Aa             | Acrux               | "Acrux" é uma contração atual da Designação de Bayer, cunhada no século XIX, mas que entrou em uso comum apenas em meados do século XX. | /ˈeɪkrʌks/                      |
| Cancer              | α Cancri Aa             | Acubens             | O nome era originalmente (em árabe: الزبانى) az-zubāná ('as garras'). | /ˈækjuːbɛnz/                    |
| Leo                 | ζ Leonis Aa             | Adhafera            | Também conhecido como Aldhafera. O nome é originalmente (em árabe: الضفيرة) aḍ-ḍafīra ('a trança (ou ondulação, ou fio)' [da juba do leão]). | /ædəˈfɪərə/                     |
| Canis Major         | ε Canis Majoris A       | Adhara              | O nome é originalmente (em árabe: عذارى) ʿaḏārá ('virgins'). No Calendarium of Al Achsasi Al Mouakket, é designado (أول العذاري) ʾawwil al-ʿaḏāriyy, traduzido em Latim como Prima Virginum ('primeira virgem'). | /əˈdɛərə/                       |
| Andromeda           | ξ Andromedae            | Adhil               | O nome era originalmente (em árabe: الذيل) aḏ-ḏayl ((o trem, iluminou 'a cauda').). | /əˈdɪl/                         |
| Taurus              | ε Tauri Aa1             | Ain                 | O nome é originalmente em árabe: عين ʿayn ('olho') e foi revisado e adotado pelo Working Group on Star Names (WGSN). | /ˈeɪn/                          |
| Sagittarius         | ν1 Sagittarii A         | Ainalrami           | em árabe: عين الرامي ʿayn ar-rāmī ('olho do arqueiro'). | /ˌɛnəlˈreɪmi/                   |
| Lyra                | η Lyrae Aa              | Aladfar             | O nome é originalmente em árabe: الأظفر al-ʾuẓfur ('as garras' [da águia voando]), compartilhado com μ Lyrae (Alathfar). | /əˈlædfɑːr/                     |
| Andromeda           | γ Andromedae            | Alamak†             | O nome é originalmente em árabe: العناق الأرض al-ʿanāq al-ʾarḍ ('o caracal') (lince-do-deserto). | /ˈæləmæk/                       |
| Serpens             | HD 168746               | Alasia*             | IAU novo 2019 Proposta cipriota; primeiro nome registrado historicamente de Chipre (meados do século XV). | /əˈleɪziə/                      |
| Lyra                | μ Lyrae                 | Alathfar†           | O nome é originalmente em árabe: الأظفر al-ʾuẓfur ('as garras' [da águia voando]), compartilhado com η Lyrae (Aladfar). | /əˈlæθfɑːr/                     |
| Sagittarius         | π Sagittarii A          | Albaldah            | O nome é originalmente em árabe: البلدة al-balda ('cidade').No Calendarium of Al Achsasi Al Mouakket, é designado نير البلدة nayyir al-baldah, traduzido em Latim como Lucida Oppidi ('mais brilhante da cidade'). | /ælˈbɔːldə/                     |
| Aquarius            | ε Aquarii               | Albali              | O nome é originalmente em árabe: البالع al-bāliʿ ('o engolidor'). | /ælˈbeɪli/                      |
| Cygnus              | β1 Cygni Aa             | Albireo             | A fonte do nome Albireo não é totalmente clara. | /ælˈbɪrioʊ/                     |
| Corvus              | α Corvi                 | Alchiba             | em árabe: الخباء al-ẖibāʾ ('tenda'). No Calendarium of Al Achsasi Al Mouakket, é designado المنخر الغراب al-manẖar al-ġurāb, traduzido em Latim como Rostrum Corvi ('bico do corvo'). | /ˈælkᵻbə/                       |
| Ursa Major          | 80 Ursae Majoris Ca     | Alcor               | em árabe: الخوار al‑ẖawwār ('o fraco'). | /ˈælkɔːr/                       |
| Taurus              | η Tauri A               | Alcyone             | Membro do aglomerado aberto das Plêiades (M45). Alcyone (em grego clássico: Ἀλκυόνη Alkuonē) foi uma das irmãs Plêiades na mitologia grega. | /ælˈsaɪəniː/                    |
| Taurus              | α Tauri                 | Aldebaran           | O nome era originalmente em árabe: الدبران ad-dabarān ('o seguidor' [do Plêiades]). | /ælˈdɛbərən/                    |
| Cepheus             | α Cephei                | Alderamin           | em árabe: الذراع اليمين aḏ-ḏirāʿ al-yamīn ('o braço direito' [de Cepheus]). | /ælˈdɛrəmɪn/                    |
| Grus                | γ Gruis                 | Aldhanab            | O nome era originalmente الذنب aḏ-ḏanab ('a calda' [da constelação do Peixes do sul]). | /ˈældənæb/                      |
| Draco               | ζ Draconis A            | Aldhibah            | em árabe: الضباع aḍ-ḍibāʿ ('as hienas'). | /ælˈdaɪbə/                      |
| Delphinus           | ε Delphini              | Aldulfin            | Encurtamento em árabe: ذنب الدلفين ḏanab ad-dulfīn ('cauda do golfinho'). | /ælˈdʌlfən/                     |
| Cepheus             | β Cephei Aa             | Alfirk              | em árabe: الفرق al-firq ('o rebanho'). Nome dado por Ulugue Begue ao asterismo que consiste em α, β e η Cephei. | /ˈælfərk/                       |
| Capricornus         | α2 Capricorni           | Algedi              | em árabe: الجدي al-jady ('o garoto (masculino)'). Os nomes tradicionais alternativos são Al Giedi, Secunda Giedi e Algiedi Secunda. | /ælˈdʒiːdi/                     |
| Pegasus             | γ Pegasi                | Algenib             | em árabe: الجانب al-jānib ('o flanco'). Algenib também é outro nome para α Persei (Mirfak). | /ælˈdʒiːnᵻb/                    |
| Leo                 | γ1 Leonis               | Algieba             | em árabe: الجبهة al-jabha ('a testa' [do leão]). | /æˈdʒiːbə/                      |
| Perseus             | β Persei Aa1            | Algol               | em árabe: رأس الغول raʾs al-ġūl ('cabeça do ogro'). Em egípcio, Horus. | /ˈælɡɒl/                        |
| Corvus              | δ Corvi A               | Algorab             | O nome tradicional Algorab é derivado em árabe: الغراب al-ġurāb ('o corvo'). O WGSN redesignou a estrela como Algorab em julho de 2016. | /ˈælɡəræb/                      |
| Gemini              | γ Geminorum Aa          | Alhena              | Derivado em árabe: الهنعة al-hanʿa ('a marca' [no pescoço do camelo]). | /ælˈhiːnə/                      |
| Ursa Major          | ε Ursae Majoris A       | Alioth              | Membro de Grande Carro ou do Plough (UK). | /ˈæliɒθ/                        |
| Cygnus              | ε Cygni Aa              | Aljanah             | | /ˈældʒənə/                      |
| Ursa Major          | η Ursae Majoris         | Alkaid              | Membro de Grande Carro ou do Plough (UK). | /ælˈkeɪd/                       |
| Cepheus             | ρ2 Cephei               | Al Kalb al Rai†     | | /θj/                            |
| Boötes              | μ1 Boötis Aa            | Alkalurops          | | /ælkəˈljʊərɒps/                 |
| Ursa Major          | κ Ursae Majoris A       | Alkaphrah           | | /ælˈkæfrə/                      |
| Pegasus             | υ Pegasi                | Alkarab             | | /ˈælkəræb/                      |
| Crater              | α Crateris              | Alkes               | | /ˈælkɛs/                        |
| Auriga              | ε Aurigae               | Almaaz              | | /ˈælmeɪ.əz/                     |
| Andromeda           | γ Andromedae A          | Almach              | | /ˈælmæk/                        |
| Leo                 | κ Leonis                | Al Minliar al Asad† | | /θj/                            |
| Grus                | α Gruis                 | Alnair              | | /ælˈnɛər/                       |
| Sagittarius         | γ2 Sagittarii           | Alnasl              | em árabe: النصل an-naṣl ('a ponta' [da flecha do arqueiro]). | /ælˈnæzəl/                      |
| Orion               | ε Orionis               | Alnilam             | A estrela do meio no Cinturão de Orion. | /ˈælnᵻlæm/                      |
| Orion               | ζ Orionis Aa            | Alnitak             | O nome tradicional, alternadamente soletrado Al Nitak ou Alnitah, é em árabe: النطاق an-niṭāq ('o cinto').:314–315 | /ˈælnᵻtæk/                      |
| Scorpius            | σ Scorpii Aa1           | Alniyat             | | /ælˈnaɪæt/                      |
| Hydra               | α Hydrae                | Alphard             | | /ˈælfɑːrd/                      |
| Corona Borealis     | α Coronae Borealis      | Alphecca            | O nome نير الفكة nayyir al-fakka ('brilhante (estrela) do quebrado' [anel de estrelas]) é encontrado no catálogo de Al Achsasi al Mouakket (c. 1650). | /ælˈfɛkə/                       |
| Andromeda           | α Andromedae Aa         | Alpheratz           | | /ælˈfɪəræts/                    |
| Peixes              | η Piscium A             | Alpherg             | | /ˈælfɜːrɡ/                      |
| Draco               | μ Draconis A            | Alrakis             | em árabe: الراقص ar-rāqiṣ ('o dançarino'); também escrito Arrakis e Elrakis. | /ælˈreɪkᵻs/                     |
| Peixes              | α Piscium A             | Alrescha            | | /ælˈriːʃə/                      |
| Draco               | HD 161693               | Alruba              | | /ælˈruːbə/                      |
| Draco               | σ Draconis              | Alsafi              | | /ælˈseɪfi/                      |
| Lynx                | 31 Lyncis               | Alsciaukat          | | /ælʃiˈɔːkæt/                    |
| Vela                | δ Velorum Aa            | Alsephina           | | /ælsᵻˈfaɪnə/                    |
| Aquila              | β Aquilae A             | Alshain             | | /ælˈʃeɪn/                       |
| Capricornus         | ν Capricorni A          | Alshat              | | /ˈælʃæt/                        |
| Aquila              | α Aquilae               | Altair              | em árabe: (النسر) الطائر (an-nasr) aṭ-ṭāʾir ('o voo' [da águia]). Altair é um dos vértices do asterismo de Triângulo de Verão. | /ælˈteɪ.ər/                     |
| Draco               | δ Draconis              | Altais              | | /ælˈteɪ.ᵻs/                     |
| Leo                 | λ Leonis                | Alterf              | | /ˈæltərf/                       |
| Canis Major         | η Canis Majoris         | Aludra              | | /əˈluːdrə/                      |
| Ursa Major          | ξ Ursae Majoris Aa      | Alula Australis     | | /əˈluːlə ɔːˈstreɪlᵻs/           |
| Ursa Major          | ν Ursae Majoris         | Alula Borealis      | | /əˈluːlə bɒriˈælᵻs/             |
| Serpens             | θ1 Serpentis A          | Alya                | | /ˈeɪliə/                        |
| Gemini              | ξ Geminorum             | Alzirr              | Soletrado alternadamente como Alzir. | /ˈælzər/                        |
| Canis Major         | HD 43197                | Amadioha*           | IAU novo 2019 Proposta nigeriana; em homenagem a Amadioha, um deus da mitologia igbo. | /θj/                            |
| Crater              | WASP-34                 | Amansinaya*         | IAU novo 2019 Proposta das Filipinas. Nomeado após Aman Sinaya, divindade do oceano e protetor dos pescadores na mitologia Tagalog. | /θj/                            |
| Pegasus             | WASP-52                 | Anadolu*            | IAU novo 2019 Proposta turca; refere-se à pátria na cultura turca. | /θj/                            |
| Aquarius            | θ Aquarii               | Ancha               | | /ˈæŋkə/                         |
| Eridanus            | τ2 Eridani              | Angetenar           | O nome é originalmente em árabe: عرجة النهر ʿarjat an-nahr ('a curva do rio'). | /ænˈdʒɛtᵻnɑːr/                  |
| Ursa Major          | HD 102956               | Aniara*             | IAU novo 2019 Proposta sueca; nome de uma nave espacial em Aniara, o poema homônimo de Harry Martinson. | /θj/                            |
| Phoenix             | α Phoenicis             | Ankaa               | | /ˈæŋkə/                         |
| Vulpecula           | α Vulpeculae            | Anser               | O nome tradicional alternativo é Lucida Anseris. | /ˈænsər/                        |
| Scorpius            | α Scorpii A             | Antares             | em grego clássico: Ἀντάρης Antarēs ('como Ares') (Marte). | /ænˈtɛəriːz/                    |
| Boötes              | HD 131496               | Arcalís*            | IAU novo 2019 Proposta andorrana; em homenagem a Vallnord, um pico no norte do país. | /θj/                            |
| Boötes              | α Boötis                | Arcturus            | | /ɑːrkˈtjʊərəs/                  |
| Sagittarius         | β2 Sagittarii           | Arkab Posterior     | | /ˈɑːrkæb pɒˈstɪəriər/           |
| Sagittarius         | β1 Sagittarii           | Arkab Prior         | | /ˈɑːrkæb ˈpraɪər/               |
| Lepus               | α Leporis A             | Arneb               | O nome tradicional de Arneb é em árabe: أرنب ʾarnab ('lebre').:268 (Lepus é Latim para lebre.) | /ˈɑːrnɛb                        |
| Sagittarius         | ζ Sagittarii A          | Ascella             | Parte do asterismo Teapot. | /əˈsɛlə/                        |
| Cancer              | δ Cancri Aa             | Asellus Australis   | | /əˈsɛləs ɔːsˈtreɪlᵻs/           |
| Cancer              | γ Cancri Aa             | Asellus Borealis    | | /əˈsɛləs bɒriˈælᵻs/             |
| Hydra               | ε Hydrae A              | Ashlesha            | | /æʃˈleɪʃə/                      |
| Boötes              | θ Boötis                | Asellus Primus†     | Latim para 'primeiro potro de burro'. | /əˈsɛləs ˈpraɪməs/              |
| Boötes              | ι Boötis                | Asellus Secundus†   | Latim para 'segundo potro de burro'. | /əˈsɛləs sᵻˈkʌndəs/             |
| Boötes              | κ Boötis                | Asellus Tertius†    | Latim para 'terceiro potro de burro'. | /əˈsɛləs ˈtɜːrʃiəs/             |
| Carina              | ι Carinae               | Aspidiske           | | /ˌæspᵻˈdɪskiː/                  |
| Taurus              | 21 Tauri A              | Asterope, Sterope†  | Membro do aglomerado aberto das Plêiades (M45). Asterope foi uma das irmãs Plêiades na mitologia grega. | /(ə)ˈstɛrəpiː/                  |
| Canis Major         | WASP-64                 | Atakoraka*          | IAU novo 2019 Proposta togolesa; significa 'a cadeia do Atacora', uma cadeia de montanhas. | /θj/                            |
| Draco               | η Draconis A            | Athebyne            | | /'æθᵻbaɪn/                      |
| Perseus             | ο Persei A              | Atik                | | /ˈeɪtɪk/                        |
| Taurus              | 27 Tauri Aa1            | Atlas               | Membro do aglomerado aberto das Plêiades (M45). Atlas foi o Titã da resistência e da astronomia e o pai das irmãs Plêiades na mitologia grega. | /ˈætləs/                        |
| Triangulum Australe | α Trianguli Australis   | Atria               | | /ˈeɪtriə/                       |
| Carina              | ε Carinae A             | Avior               | Designado "Avior" pelo HM Nautical Almanac Office da Força Aérea Real Britânica na década de 1930. | /ˈeɪviər/                       |
| Cetus               | HD 224693               | Axólotl*            | IAU novo 2019 Proposta mexicana. Um axolotl é um anfíbio culturalmente significativo; o nome significa 'animal aquático' na língua náuatle. | /θj/                            |
| Eridanus            | HD 18742                | Ayeyarwady*         | IAU novo 2019 Proposta de Myanmar; nomeado após o Rio Irauádi. | /θj/                            |
| Cygnus              | π1 Cygni                | Azelfafage          | Diversamente relatado em árabe: السلحفاة as-sulaḥfāh ('tartaruga'), الطلف الفرس aṭ-ṭilf al-faras ('pista de cavalos'), ou عزل الدجاجة ʿazal ad-dajāja ('cauda de galinha').:192–197 | /əˈzɛlfəfeɪdʒ/                  |
| Eridanus            | η Eridani               | Azha                | Originalmente em árabe: أدحي (النعام) ʾudḥiyy (an-naʿām) ('ninho' [do avestruz]); mais tarde copiado como أرحى ʾazḥá em manuscritos medievais. | /ˈeɪzə/                         |
| Puppis              | ξ Puppis                | Azmidi              | Renderizado alternativamente Asmidiske†. | /ˈæzmᵻdi/                       |
| Ursa Minor          | 8 Ursae Minoris         | Baekdu*             | IAU novo 2019 Proposta sul-coreana; nomeado após a montanha mais alta da península coreana. | /ˈbɛkduː/                       |
| Ophiuchus           | V2500 Ophiuchi          | Estrela de Barnard  | Nomeado em homenagem ao astrônomo americano Edward Emerson Barnard, o primeiro a medir seu alto movimento próprio. | /ˈbɑːrnərdz/                    |
| Cetus               | ζ Ceti Aa               | Baten Kaitos        | | /ˈbeɪtən ˈkeɪtɒs/               |
| Eridanus            | υ3 Eridani              | Beemim              | | /ˈbiːməm/                       |
| Eridanus            | ο1 Eridani              | Beid                | O nome é originalmente em árabe: البيض al-bayḍ ('os ovos'). | /ˈbaɪd/                         |
| Sagittarius         | HD 181342               | Belel*              | IAU novo 2019 Proposta senegalesa; uma rara fonte de água no norte. | /θj/                            |
| Peixes              | HD 8574                 | Bélénos*            | IAU novo 2019 Proposta francesa; em homenagem a Beleno, um deus da luz, sol e da saúde na mitologia gaulesa. | /θj/                            |
| Orion               | γ Orionis               | Bellatrix           | Latim para 'mulher guerreira'; aplicado a esta estrela no século XV. | /bɛˈleɪtrɪks/                   |
| Perseus             | HAT-P-15                | Berehynia*          | IAU novo 2019 Proposta ucraniana. Uma divindade das águas e margens dos rios na religião eslava; agora uma deusa nacional, "mãe da lareira, protetora da terra". | /θj/                            |
| Orion               | α Orionis Aa            | Betelgeuse          | Derivado em árabe: يد الجوزاء yad al-jawzāʾ ('a mão de') (um velho asterismo). | /ˈbɛtəldʒuːz, ˈbiːtəl-, -dʒuːs/ |
| Aries               | 41 Arietis Aa           | Bharani             | | /ˈbærəni/                       |
| Sextans             | HD 86081                | Bibhā*              | IAU novo 2019 Proposta indiana; Pronúncia em bengali do sânscrito Vibha, que significa 'um feixe de luz brilhante'. | /θj/                            |
| Pegasus             | θ Pegasi                | Biham               | | /ˈbaɪ.æm/                       |
| Aquarius            | HD 206610               | Bosona*             | IAU novo 2019 Proposta da Bósnia e Herzegovina; nome do território da Bósnia no século X. | /θj/                            |
| Aries               | δ Arietis               | Botein              | | /ˈboʊtiːn/                      |
| Libra               | σ Librae A              | Brachium            | | /ˈbreɪkiəm/                     |
| Mensa               | HD 38283                | Bubup*              | IAU novo 2019 Proposta australiana; significa 'criança' na lingua Boonwurrung. | /θj/                            |
| Andromeda           | HD 16175                | Buna*               | IAU novo 2019 Proposta etíope; uma palavra comumente usada para café. | /θj/                            |
| Aquarius            | ξ Aquarii A             | Bunda               | | /ˈbʌndə/                        |
| Carina              | α Carinae A             | Canopus             | Ptolomeu Κάνωβος, depois que Canopus (Kanōpos, Kanōbos), um piloto da mitologia grega, cujo próprio nome é de etimologia incerta. | /kəˈnoʊpəs/                     |
| Auriga              | α Aurigae Aa            | Capella             | O nome tradicional Capella ('cabra pequena') vem do latim e é um diminutivo de capra ('cabra').:86 | /kəˈpɛlə/                       |
| Cassiopeia          | β Cassiopeiae A         | Caph                | O nome é originalmente em árabe: كف kaff ('palma'), um resíduo de um antigo nome de Cassiopeia, الكف الخصيب al-kaff al-ẖaḍīb ('a mão manchada'); também conhecido como السنام الناقة as-sanām al-nāqa ('a corcunda do camelo'). | /ˈkæf/                          |
| Gemini              | α Geminorum Aa          | Castor              | | /ˈkæstər/                       |
| Cassiopeia          | υ2 Cassiopeiae          | Castula             | | /ˈkæstjʊlə/                     |
| Ophiuchus           | β Ophiuchi              | Cebalrai            | | /ˌsɛbəlˈreɪ.iː/                 |
| Chamaeleon          | HD 63454                | Ceibo*              | IAU novo 2019 Proposta uruguaia; em homenagem a Erythrina crista-galli (a árvore nativa que dá origem à flor nacional). | /θj/                            |
| Taurus              | 16 Tauri                | Celaeno             | Membro do aglomerado aberto das Plêiades (M45). Celeno foi uma das irmãs Plêiades na mitologia grega. | /sᵻˈliːnoʊ/                     |
| Ara                 | μ Arae                  | Cervantes           | IAU novo 2015 Recebeu o nome de Miguel de Cervantes, o autor espanhol de El Ingenioso Hidalgo Don Quixote de la Mancha (Don Quixote). | /sɜːrˈvæntiːz/                  |
| Ursa Major          | 47 Ursae Majoris        | Chalawan            | IAU novo 2015 Nomeado após Chalawan, um rei crocodilo mitológico de um conto popular tailandês. |                                 |
| Taurus              | θ2 Tauri Aa             | Chamukuy            | | /ˈtʃɑːmuːkuːi/                  |
| Eridanus            | WASP-50                 | Chaophraya*         | IAU novo 2019 Proposta tailandesa; nomeado após o Rio Chao Phraya. Thai proposal; named after the Chao Phraya River. | /tʃaʊˈpraɪə/                    |
| Canes Venatici      | β Canum Venaticorum Aa  | Chara               | | /ˈkɛərə/                        |
| Lyra                | HAT-P-5                 | Chason*             | IAU novo 2019 Proposta eslovaca; um antigo termo eslovaco para o Sol. | /θj/                            |
| Aquila              | HD 192699               | Chechia*            | IAU novo 2019 Proposta tunisina; um taqiyah (chapéu tradicional) e um cocar nacional. | /θj/                            |
| Leo                 | θ Leonis                | Chertan             | Nome tradicional alternativo Chort. |                                 |
| Peixes              | HD 1502                 | Citadelle*          | IAU novo 2019 Proposta haitiana; com o nome da Citadelle Laferrière, uma fortaleza no topo da montanha e Patrimônio Mundial da UNESCO. | /θj/                            |
| Monoceros           | HD 52265                | Citalá*             | IAU novo 2019 Proposta salvadorenha; significa 'rio de estrelas' na língua pipil. | /θj/                            |
| Sculptor            | HD 4208                 | Cocibolca*          | IAU novo 2019 Proposta da Nicarágua; em homenagem ao Lago Nicarágua. | /θj/                            |
| Cancer              | 55 Cancri A             | Copernicus          | IAU novo 2015 Em homenagem ao astrônomo Nicolau Copérnico. | /θj/                            |
| Canes Venatici      | α2 Canum Venaticorum Aa | Cor Caroli          | Nomeado após Carlos I de Inglaterra por Sir Charles Scarborough. | /ˌkɔːr ˈkærəlaɪ/                |
| Hércules            | ω Herculis A            | Cujam               | Nome tradicional, com grafia variada de Kajam. | /ˈkjuːdʒəm/                     |
| Eridanus            | β Eridani               | Cursa               | O nome é originalmente em árabe: الكرسي al-kursiyy ('a cadeira, banquinho'). | /ˈkɜːrsə/                       |
| Capricornus         | β1 Capricorni Aa        | Dabih               | | /ˈdeɪbiː/                       |
| Fornax              | α Fornacis A            | Dalim               | | /ˈdeɪlᵻm/                       |
| Cygnus              | α Cygni                 | Deneb               | O nome é originalmente em árabe: ذنب الدجاجة ḏanab ad-dajāja. Em chinês, Deneb faz parte do 鵲橋 ('Ponte Magpie') na história de amor de Qi Xi. Deneb é um dos vértices do asterismo Triângulo de Verão. | /ˈdɛnɛb/                        |
| Capricornus         | δ Capricorni Aa         | Deneb Algedi        | | /ˌdɛnɛb ælˈdʒiːdiː/             |
| Leo                 | β Leonis                | Denebola            | | /dəˈnɛbələ/                     |
| Coma Berenices      | α Comae Berenices A     | Diadem              | | /ˈdaɪədɛm/                      |
| Leo                 | HD 96063                | Dingolay*           | IAU novo 2019 Proposta de Trinidad e Tobago; significa 'dançar, torcer e girar', simbolizando a cultura e a língua ancestrais nacionais. | /θj/                            |
| Cetus               | β Ceti                  | Diphda              | Árabe para 'sapo', da frase ضفدع الثاني aḍ-ḍifdaʿ aṯ-ṯānī 'o segundo sapo' (o 'primeiro sapo' é Fomalhaut) | /ˈdɪfdə/                        |
| Scorpius            | WASP-17                 | Dìwö*               | IAU novo 2019 Proposta da Costa Rica; significa 'o Sol' na língua bribri. | /θj/                            |
| Fornax              | WASP-72                 | Diya*               | IAU novo 2019 Proposta mauriciana; o nome de uma lâmpada a óleo usada em ocasiões especiais, incluindo Diwali. | /θj/                            |
| Centaurus           | HD 117618               | Dofida*             | IAU novo 2019 Proposta da Indonésia; significa 'nossa estrela' na língua Nias. | /θj/                            |
| Ursa Major          | HAT-P-3                 | Dombay*             | IAU novo 2019 Proposta russa; nomeado após a região de resort de Dombay, no norte do Cáucaso. | /θj/                            |
| Scorpius            | δ Scorpii A             | Dschubba            | | /ˈdʒʌbə/                        |
| Ursa Major          | α Ursae Majoris A       | Dubhe               | Membro de Grande Carro ou do Plough (UK). | /ˈdʌbiː/                        |
| Draco               | ψ1 Draconis A           | Dziban              | Do nome tradicional de Dziban ou Dsiban, derivado de em árabe: الذئبانِ aḏ-ḏiʾbān ('os dois lobos' ou 'os dois chacais').:212 | /ˈzaɪbən/                       |
| Peixes              | HD 218566               | Ebla*               | IAU novo 2019 Proposta da Síria; em homenagem a Ebla, um reino antigo na Síria. | /θj/                            |
| Draco               | ι Draconis              | Edasich             | Nome comum revisado e adotado pelo Working Group on Star Names (WGSN). | /ˈɛdəsɪk/                       |
| Taurus              | 17 Tauri                | Electra             | Membro do aglomerado aberto das Plêiades (M45). Electra foi uma das irmãs Plêiades na mitologia grega. | /ᵻˈlɛktrə/                      |
| Virgo               | φ Virginis A            | Elgafar             | | /ˈɛlɡəfɑːr/                     |
| Columba             | θ Columbae              | Elkurud             | | /ˈɛlkərʌd/                      |
| Taurus              | β Tauri Aa              | Elnath              | Diversamente El Nath ou Alnath, em árabe: النطح an-naṭḥ ('a cabeçada') (ou seja, "os chifres do touro"). | /ɛlˈnæθ/                        |
| Draco               | γ Draconis              | Eltanin             | Nome tradicional alternativo de Etamin; ambos originalmente do nome árabe da constelação التنين at-tinnīn ('a grande serpente'). γ Dra também foi um dos "Cinco Camelos" (em latim: Quinque Dromedarii), em árabe العوائد al‑ʿawāʾid. | /ɛlˈteɪnᵻn/                     |
| Tucana              | HD 7199                 | Emiw*               | IAU novo 2019 Proposta de Moçambique; representa o amor na língua macua. | /θj/                            |
| Pegasus             | ε Pegasi                | Enif                | | /ˈiːnɪf/                        |
| Cepheus             | γ Cephei Aa             | Errai               | IAU novo 2015 | /ɛˈreɪ.iː/                      |
| Draco               | 42 Draconis A           | Fafnir              | IAU novo 2015 Recebeu o nome de um anão mitológico nórdico que se transformou em dragão. | /θj/                            |
| Scorpius            | π Scorpii Aa            | Fang                | Do nome chinês 房 Fáng ('a sala'). | /ˈfæŋ/                          |
| Cygnus              | δ Cygni A               | Fawaris             | | /fəˈwɛərᵻs/                     |
| Hydra               | HD 85951                | Felis               | | /ˈfiːlᵻs/                       |
| Cetus               | BD−17 63                | Felixvarela*        | IAU novo 2019 Proposta de Cuba; que leva o nome de Félix Varela, um notável professor de ciências. | /θj/                            |
| Virgo               | HD 102195               | Flegetonte*         | IAU novo 2019 Proposta italiana. Nomeado após Flegetonte, um rio de fogo do submundo na mitologia grega no poema Divina Commedia (A Divina Comédia) de Dante Alighieri. | /θj/                            |
| Piscis Austrinus    | α Piscis Austrini A     | Fomalhaut           | IAU novo 2015 O nome é originalmente em árabe: فم الحوت fum al-ḥawt ('boca do peixe'). Na astrologia persa, esta estrela era chamada de "Haftorang, Vigilante do Sul", uma das estrelas reais. | /ˈfoʊməl.hɔːt/                  |
| Leo                 | HD 100655               | Formosa*            | IAU novo 2019 Proposta do Taipé Chinês; em latim: Formosa ('bela') é um nome histórico para Taiwan. | /fɔːrˈmoʊsə/                    |
| Hércules            | HAT-P-14                | Franz*              | IAU novo 2019 Proposta austríaca; em homenagem a Francisco José I da Áustria. | /θj/                            |
| Cassiopeia          | ζ Cassiopeiae           | Fulu                | Do nome chinês 附路 Fùlù ('a estrada auxiliar'). | /ˈfuːluː/                       |
| Draco               | HD 109246               | Funi*               | IAU novo 2019 Proposta islandesa; uma palavra islandesa antiga que significa 'fogo' ou 'labareda'. | /θj/                            |
| Peixes              | β Piscium               | Fumalsamakah        | | /ˌfʌməlˈsæməkə/                 |
| Canis Major         | ζ Canis Majoris Aa      | Furud               | | /ˈfjʊərəd/                      |
| Scorpius            | G Scorpii               | Fuyue               | Do nome chinês Fu Yue. | /ˈfuːjuːeɪ/                     |
| Crux                | γ Crucis                | Gacrux              | O nome "Gacrux" é uma contração da designação de Bayer, cunhada pelo astrônomo Elijah Hinsdale Burritt (1794–1838). | /ˈɡækrʌks/                      |
| Cancer              | HD 73534                | Gakyid*             | IAU novo 2019 Proposta do Butão; significa felicidade. | /θj/                            |
| Cepheus             | μ Cephei                | Garnet Star†        | Sua cor foi descrita como "granada" de William Herschel. Seguindo Herschel, foi chamado garnet sidus por Giuseppe Piazzi. | /θj/                            |
| Draco               | λ Draconis              | Giausar             | Nome tradicional, com grafia variada de Gianfar. | /ˈdʒɔːzɑːr/                     |
| Corvus              | γ Corvi A               | Gienah              | Também conhecido como Gienah Gurab; a estrela ε Cygni também é tradicionalmente conhecida como Gienah. | /ˈdʒiːnə/                       |
| Crux                | ε Crucis                | Ginan               | Nome tradicional na cultura do povo Wardaman do Território do Norte da Austrália. | /ˈɡiːnən/                       |
| Lynx                | WASP-13                 | Gloas*              | IAU novo 2019 Proposta britânica; significa 'brilhar (como uma estrela)' na língua gaélica manesa. | /θj/                            |
| Canis Minor         | β Canis Minoris A       | Gomeisa             | | /ɡɒˈmaɪzə/                      |
| Scorpius            | ξ Scorpii               | Graffias†           | Italiano para 'garras'; também uma vez aplicado a β Scorpii.:367 | /ˈɡræfiəs/                      |
| Draco               | ξ Draconis A            | Grumium             | | /ˈɡruːmiəm/                     |
| Serpens             | κ Serpentis             | Gudja               | | /ˈɡuːdʒə/                       |
| Sagittarius         | HD 179949               | Gumala*             | IAU novo 2019 Proposta do Brunei; a Malay language word referring to a magical stone found in snakes or dragons. | /θj/                            |
| Ophiuchus           | 36 Ophiuchi A           | Guniibuu            | | /ɡəˈniːbuː/                     |
| Centaurus           | β Centauri Aa           | Hadar               | | /ˈheɪdɑːr/                      |
| Auriga              | η Aurigae               | Haedus              | | /ˈhiːdəs/                       |
| Aries               | α Arietis               | Hamal               | Nome tradicional (também escrito Hemal, Hamul ou Ras Hammel) derivado em árabe: رأس الحمل raʾs al-ḥamal ('cabeça do carneiro'), por sua vez, do nome da constelação como um todo, al-ḥamal ('o carneiro').:78, 80 | /ˈhæməl/                        |
| Auriga              | ι Aurigae               | Hassaleh            | | /ˈhæsəleɪ/                      |
| Orion               | ι Orionis Aa            | Hatysa              | | /hɑːˈtiːsə/)                    |
| Pegasus             | 51 Pegasi               | Helvetios           | IAU novo 2015 Latim para 'o helvético' e refere-se à tribo celta que viveu na Suíça durante a antiguidade. | /hɛlˈviːtiəs/                   |
| Virgo               | ζ Virginis A            | Heze                | | /ˈhiːziː/                       |
| Taurus              | HD 28678                | Hoggar*             | IAU novo 2019 Proposta argelina; nomeado após as montanhas de Hoggar. | /θj/                            |
| Pegasus             | ζ Pegasi A              | Homam               | | /ˈhoʊmæm/                       |
| Triangulum          | HAT-P-38                | Horna*              | IAU novo 2019 Proposta finlandesa; o nome de inferno ou submundo na mitologia finlandesa. | /θj/                            |
| Crater              | HD 98219                | Hunahpú*            | IAU novo 2019 Proposta hondurenha; um dos Xbalanque que se tornou o Sol na mitologia Quichés. | /θj/                            |
| Hércules            | HAT-P-2                 | Hunor*              | IAU novo 2019 Proposta húngara; nomeado após o Hunor, um dos ancestrais lendários da nação. | /θj/                            |
| Scorpius            | ρ Scorpii Aa            | Iklil               | | /ˈɪklɪl/                        |
| Leo Minor           | HD 82886                | Illyrian*           | IAU novo 2019 Proposta albanesa; em homenagem aos ilírios, o povo de quem descendem os albaneses e como eles se autodenominam. | /ᵻˈlɪriən/                      |
| Crux                | δ Crucis                | Imai                | | /ˈiːmaɪ/                        |
| Ursa Major          | 41 Lyncis               | Intercrus           | IAU novo 2015 Intercrus significa 'entre as pernas' em latim, referindo-se à posição da estrela na constelação da Ursa Major. | /ˈɪntərkrʌs/                    |
| Ara                 | HD 156411               | Inquill*            | IAU novo 2019 Proposta peruana; personagem da história Way to the Sun, de Abraham Valdelomar. | /θj/                            |
| Fornax              | HD 20868                | Intan*              | IAU novo 2019 Proposta da Malásia; significa 'diamante' na língua malaia. | /θj/                            |
| Hércules            | WASP-38                 | Irena*              | IAU novo 2019 Proposta eslovena; um personagem no romance Under the Free Sun de Fran Saleški Finžgar. | /θj/                            |
| Grus                | HD 208487               | Itonda*             | IAU novo 2019 Proposta do Gabão; significa 'tudo o que é belo' na lingua myene. | /θj/                            |
| Boötes              | ε Boötis A              | Izar                | Originalmente em árabe: إزار ʾizār ('véu') no Calendarium of Al Achsasi Al Mouakket, é designado منطقة ألعوع minṭaqat al‑ʿawwaʿ, traduzido para latim como Cingulum Latratoris ('cinto de latido'). Nomeado Pulcherrima ('mais linda') de Otto Struve. | /ˈaɪzɑːr/                       |
| Scorpius            | ν Scorpii Aa            | Jabbah              | | /ˈdʒæbə/                        |
| Gemini              | ο Geminorum             | Jishui              | | /θj/                            |
| Cetus               | γ Ceti A                | Kaffaljidhma        | | /ˌkæfəlˈdʒɪdmə/                 |
| Lupus               | α Lupi                  | Kakkab†             | | /θj/                            |
| Vela                | HD 83443                | Kalausi*            | IAU novo 2019 Proposta queniana; significa uma coluna de vento rodopiante muito forte na língua luo. | /θj/                            |
| Corona Borealis     | HD 145457               | Kamuy*              | IAU novo 2019 Proposta japonesa; uma palavra que denota Kamuy, uma entidade sobrenatural na língua Ainu. | /θj/                            |
| Virgo               | κ Virginis              | Kang                | Do nome chinês 亢 Kàng ('o pescoço'). | /ˈkæŋ/                          |
| Apus                | HD 137388               | Karaka*             | IAU novo 2019 Proposta da Nova Zelândia; palavra para uma planta local que produz frutos de laranja na língua maori. | /θj/                            |
| Sagittarius         | ε Sagittarii A          | Kaus Australis      | Parte do asterismo Teapot. | /ˈkɔːs ɔːˈstreɪlᵻs/             |
| Sagittarius         | λ Sagittarii            | Kaus Borealis       | O topo do asterismo Teapot. | /ˈkɔːs bɒriˈælᵻs/               |
| Sagittarius         | δ Sagittarii            | Kaus Media          | Parte do asterismo Teapot. | /ˌkɔːs ˈmiːdiə/                 |
| Serpens             | HD 175541               | Kaveh*              | IAU novo 2019 Proposta iraniana; em homenagem a Kāve, um herói do poema épico Shahnameh composto por Ferdusi. | /θj/                            |
| Lupus               | β Lupi                  | Kekouan†            | | /ˈkɛkwɑːn/                      |
| Eridanus            | ο2 Eridani A            | Keid                | | /ˈkaɪd/                         |
| Virgo               | λ Virginis A            | Khambalia           | | /kæmˈbeɪliə/                    |
| Equuleus            | α Equulei A             | Kitalpha            | | /kᵻˈtælfə/                      |
| Ursa Minor          | β Ursae Minoris         | Kochab              | | /ˈkoʊkæb/                       |
| Eridanus            | HIP 12961               | Koeia*              | IAU novo 2019 Proposta porto-riquenha; significa 'estrela' na língua taíno. | /θj/                            |
| Lynx                | XO-4                    | Koit*               | IAU novo 2019 Proposta da Estônia; significa 'amanhecer' na língua estoniana. | /θj/                            |
| Hércules            | β Herculis Aa           | Kornephoros         | | /kɔːrˈnɛfərəs/                  |
| Corvus              | β Corvi                 | Kraz                | | /ˈkræz/                         |
| Draco               | ν Draconis              | Kuma†               | | /ˈkjuːmə/                       |
| Cepheus             | ξ Cephei Aa             | Kurhah              | | /ˈkɜːr.hə/                      |
| Canes Venatici      | Y Canum Venaticorum     | La Superba          | Um nome moderno (século XIX), devido a Angelo Secchi. | /ˌlɑːsuːˈpɜːrbə/                |
| Scorpius            | ε Scorpii               | Larawag             | Nome tradicional na cultura do povo Wardaman do Território do Norte da Austrália. | /ˈlærəwæɡ/                      |
| Hydra               | HAT-P-42                | Lerna*              | IAU novo 2019 Proposta grega; em homenagem a Lerna, o lago onde viveu a mítica Hydra. | /ˈlɜːrnə/                       |
| Scorpius            | υ Scorpii               | Lesath              | | /ˈliːsæθ/                       |
| Aquila              | ξ Aquilae A             | Libertas            | IAU novo 2015 Latim para 'liberdade' (Aquila é latim para 'águia', um símbolo popular de liberdade). | /ˈlɪbərtæs/                     |
| Virgo               | PSR B1257+12            | Lich                | IAU novo 2015 Uma estrela de nêutrons e pulsar com planetas. Um lich é uma criatura morta-viva fictícia conhecida por controlar outras criaturas mortas-vivas com magia. | /ˈlɪtʃ/                         |
| Ursa Major          | HD 118203               | Liesma*             | IAU novo 2019 Proposta letã; significa 'fogo' e é o nome de um personagem do poema Staburags un Liesma. | /θj/                            |
| Aries               | 39 Arietis              | Lilii Borea         | | /ˈlɪliaɪ ˈbɔərɪə/               |
| Aquarius            | HD 212771               | Lionrock*           | IAU novo 2019 Proposta de Hong Kong; nomeado após Lion Rock, um pico em forma de leão culturalmente importante. | /ˈlaɪənrɒk/                     |
| Auriga              | HD 45350                | Lucilinburhuc*      | IAU novo 2019 Proposta de Luxemburgo; nomeado após a Fortaleza de Luxemburgo construída em 963 pelo Conde Siegfried, o fundador de Luxemburgo. | /θj/                            |
| Monoceros           | HD 45652                | Lusitânia*          | IAU novo 2019 Proposta portuguesa; nome antigo da Lusitânia, a região onde se situa a maior parte de Portugal. | /θj/                            |
| Hércules            | λ Herculis              | Maasym              | | /ˈmeɪəsɪm/                      |
| Antlia              | HD 93083                | Macondo*            | IAU novo 2019 Proposta colombiana; o nome de uma aldeia mítica do romance Cem Anos de Solidão de Gabriel García Márquez. | /θj/                            |
| Camelopardalis      | HD 32518                | Mago*               | IAU novo 2019 Proposta alemã; nomeado após Parque Nacional Mago, um parque nacional na Etiópia conhecido por suas girafas (Camelopardalis em latim significa "girafa"). | /θj/                            |
| Auriga              | θ Aurigae A             | Mahasim             | | /θj/                            |
| Ophiuchus           | HD 152581               | Mahsati*            | IAU novo 2019 Proposta do Azerbaijão; em homenagem ao poeta Mahsati Ganjavi. | /θj/                            |
| Taurus              | 20 Tauri                | Maia                | Membro do aglomerado aberto das Plêiades (M45). Maia foi uma das irmãs Plêiades na mitologia grega. | /ˈmeɪ.ə, ˈmaɪ.ə/                |
| Virgo               | WASP-39                 | Malmok*             | IAU novo 2019 Proposta de Aruba; o nome indígena dado a Palm Beach, uma praia e um local popular para mergulho com snorkel. | /θj/                            |
| Cassiopeia          | θ Cassiopeiae           | Marfak†             | O nome é originalmente em árabe: المرفق al-mirfaq ('o cotovelo'). | /ˈmɑːrfæk/                      |
| Ophiuchus           | λ Ophiuchi A            | Marfik              | | /ˈmɑːrfɪk/                      |
| Pegasus             | α Pegasi                | Markab              | | /ˈmɑːrkæb/                      |
| Vela                | κ Velorum               | Markeb              | | /ˈmɑːrkɛb/                      |
| Aquarius            | WASP-6                  | Márohu*             | IAU novo 2019 Proposta da República Dominicana; o deus da seca e protetor do Sol. | /θj/                            |
| Hércules            | κ Herculis A            | Marsic              | | /ˈmɑːrsɪk/                      |
| Pegasus             | η Pegasi Aa             | Matar               | | /ˈmeɪtɑːr/                      |
| Ursa Major          | HAT-P-21                | Mazaalai*           | IAU novo 2019 Proposta da Mongólia; um nome dado ao urso-de-gobi. | /θj/                            |
| Gemini              | ε Geminorum             | Mebsuta             | | /mɛbˈsuːtə/                     |
| Ursa Major          | δ Ursae Majoris         | Megrez              | Membro de Grande Carro ou do Plough (UK). | /ˈmiːɡrɛz/                      |
| Orion               | λ Orionis A             | Meissa              | Nome tradicional derivado em árabe: الميسان al-maysān ('o brilhante'). | /ˈmaɪsə/                        |
| Gemini              | ζ Geminorum Aa          | Mekbuda             | | /mɛkˈbjuːdə/                    |
| Cancer              | ε Cancri Aa             | Meleph              | | /θj/                            |
| Auriga              | β Aurigae Aa            | Menkalinan          | | /mɛŋˈkælᵻnæn/                   |
| Cetus               | α Ceti                  | Menkar              | Derivado em árabe: منخر manẖar ('nostril'), ou al‑minẖar ('nariz' [de Cetus]).:162 | /ˈmɛŋkɑːr/                      |
| Centaurus           | θ Centauri              | Menkent             | | /ˈmɛŋkɛnt/                      |
| Perseus             | ξ Persei                | Menkib              | | /ˈmɛŋkᵻb/                       |
| Ursa Major          | β Ursae Majoris         | Merak               | Membro de Grande Carro ou do Plough (UK). | /ˈmɪəræk/                       |
| Boötes              | 38 Boötis               | Merga               | | /ˈmɜːrɡə/                       |
| Corona Australis    | α Coronae Australis     | Meridiana           | | /məˌrɪdiˈænə/                   |
| Taurus              | 23 Tauri Aa             | Merope              | Membro do aglomerado aberto das Plêiades (M45). Mérope foi uma das irmãs Pleiades na mitologia grega. | /ˈmɛrəpi/                       |
| Aries               | γ1 Arietis A            | Mesarthim           | | /mɛˈsɑːrθᵻm/                    |
| Carina              | β Carinae               | Miaplacidus         | | /ˌmaɪəˈplæsᵻdəs/                |
| Crux                | β Crucis                | Mimosa              | Também tinha o nome histórico alternativo de "Becrux", uma contração moderna da designação de Bayer. | /mᵻˈmoʊsə/                      |
| Hydra               | σ Hydrae                | Minchir             | | /ˈmɪŋkər/                       |
| Virgo               | δ Virginis              | Minelauva           | Soletrado alternadamente Minelava. | /ˌmɪnəˈlɔːvə/                   |
| Orion               | δ Orionis Aa            | Mintaka             | A estrela mais à direita no Cinturão de Orion. O nome Mintaka em si é derivado em árabe: منطقة manṭaqa ('cinto').:314–315 | /ˈmɪntəkə/                      |
| Cetus               | ο Ceti Aa               | Mira                | Latim para 'maravilhoso' ou 'surpreendente'; nomeado por Johannes Hevelius em seu Historiola Mirae Stellae (1662). | /ˈmaɪərə/                       |
| Andromeda           | β Andromedae            | Mirach              | | /ˈmaɪræk/                       |
| Perseus             | η Persei A              | Miram               | | /ˈmaɪræm, ˈmaɪərəm/             |
| Perseus             | α Persei                | Mirfak              | | /ˈmɜːrfæk/                      |
| Canis Major         | β Canis Majoris         | Mirzam              | | /ˈmɜːrzəm/                      |
| Perseus             | κ Persei Aa             | Misam               | | /ˈmaɪzəm/                       |
| Ursa Major          | ζ Ursae Majoris Aa      | Mizar               | Membro de Grande Carro ou do Plough (UK). O nome é originalmente em árabe: المئزر al-miʾzar ('avental, cós, cinto'). Também chamado 禄 Lù ('Status'), um dos "Três Estrelas" na mitologia chinesa. Acredita-se que a estrela Lù seja Zhang Xian, que viveu durante a dinastia Shu Superior. A palavra lù refere-se especificamente ao salário de um funcionário público. Como tal, a estrela Lù é a estrela da prosperidade, posição e influência. | /ˈmaɪzɑːr/                      |
| Corona Borealis     | XO-1                    | Moldoveanu*         | IAU novo 2019 Proposta romena; nomeado após Monte Moldoveanu, o pico mais alto da Romênia. | /θj/                            |
| Virgo               | HD 130322               | Mönch*              | IAU novo 2019 Proposta da Suíça; nomeado após Mönch, um pico alpino proeminente na Suíça. | /θj/                            |
| Eridanus            | WASP-79                 | Montuno*            | IAU novo 2019 Proposta panamenha; um traje de dança tradicional. | /θj/                            |
| Pegasus             | WASP-60                 | Morava*             | IAU novo 2019 Proposta da Sérvia; nomeado após o sistema do rio Grande Morava. | /θj/                            |
| Delphinus           | HAT-P-23                | Moriah*             | IAU novo 2019 Proposta palestina; nome antigo do Monte do Templo em Jerusalém. | /mɒˈraɪə/                       |
| Triangulum          | α Trianguli             | Mothallah           | | /məˈθælə/                       |
| Eridanus            | HD 30856                | Mouhoun*            | IAU novo 2019 Proposta de Burquina Fasso; em homenagem ao Rio Volta Negro, o maior rio. | /θj/                            |
| Cetus               | WASP-71                 | Mpingo*             | IAU novo 2019 Proposta da Tanzânia; nomeado após Dalbergia melanoxylon, uma árvore cuja madeira de ébano é usada para instrumentos musicais. | /ɛmˈpɪŋɡoʊ/                     |
| Canis Major         | γ Canis Majoris         | Muliphein           | | /ˈmjuːlᵻfeɪn/                   |
| Boötes              | η Boötis Aa             | Muphrid             | Soletração tradicional alternativa de Mufrid. | /ˈmjuːfrᵻd/                     |
| Ursa Major          | ο Ursae Majoris A       | Muscida             | | /ˈmjuːsᵻdə/                     |
| Delphinus           | 18 Delphini             | Musica              | IAU novo 2015 Latim para 'música' (a vida do antigo músico grego Árion foi salva no mar por golfinhos (delphinus) depois de atrair sua atenção ao tocar seu cithara). | /ˈmjuːzᵻkə/                     |
| Perseus             | HAT-P-29                | Muspelheim*         | IAU novo 2019 Proposta dinamarquesa; nomeado após o reino mitológico nórdico de fogo Muspelheim. | /θj/                            |
| Cancer              | ξ Cancri A              | Nahn                | | /ˈnɑːn/                         |
| Dorado              | WASP-62                 | Naledi*             | IAU novo 2019 Proposta sul-africana; significa 'estrela' nas línguas sesoto, tswana e sepedi. | /θj/                            |
| Puppis              | ζ Puppis                | Naos                | | /ˈneɪ.ɒs/                       |
| Sagittarius         | γ1 Sagittarii A         | Nash†               | Junto com a mais brilhante estrela γ2 Sagittarii (Alnasl), faz parte do bico do asterismo Teapot. | /θj/                            |
| Capricornus         | γ Capricorni A          | Nashira             | | /ˈnæʃɪrə/                       |
| Ursa Major          | HD 68988                | Násti*              | IAU novo 2019 Proposta norueguesa; significa 'estrela' nas línguas lapônicas. | /θj/                            |
| Vela                | HD 85390                | Natasha*            | IAU novo 2019 Proposta zambiana; significa 'obrigado' em muitas línguas nacionais. | /θj/                            |
| Cassiopeia          | γ Cassiopeiae           | Navi†               | "Navi" é um nome moderno, devido a Gus Grissom (seu nome do meio "Ivan" escrito ao contrário). | /θj/                            |
| Boötes              | β Boötis                | Nekkar              | | /ˈnɛkɑːr/                       |
| Andromeda           | 51 Andromedae           | Nembus              | | /ˈnɛmbəs/                       |
| Phoenix             | HD 6434                 | Nenque*             | IAU novo 2019 Proposta equatoriana; significa 'o Sol' na linguagem das tribos huaorani. | /ˈnɛŋkiː/                       |
| Auriga              | HD 49674                | Nervia*             | IAU novo 2019 Proposta belga; adaptado de Nérvios, uma tribo celta. | /ˈnɜːrviə/                      |
| Lepus               | β Leporis A             | Nihal               | | /ˈnaɪ.æl/                       |
| Boötes              | HD 136418               | Nikawiy*            | IAU novo 2019 Proposta canadense; significa 'mãe' na língua cree. | /θj/                            |
| Puppis              | HD 48265                | Nosaxa*             | IAU novo 2019 Proposta da Argentina; significa 'primavera' na língua Mocoví. | /θj/                            |
| Sagittarius         | σ Sagittarii Aa         | Nunki               | Juntamente com τ Sagittarii, ele compõe a alça do asterismo Teapot. | /ˈnʌŋki/                        |
| Corona Borealis     | β Coronae Borealis A    | Nusakan             | | /ˈnjuːsəkæn/                    |
| Cassiopeia          | HD 17156                | Nushagak*           | IAU novo 2019 Proposta dos Estados Unidos; nomeado após o Rio Nushagak no Alasca. | /ˈnuːʃᵻɡæk/                     |
| Centaurus           | WASP-15                 | Nyamien*            | IAU novo 2019 Proposta da Costa do Marfim; nomeado após a divindade criadora suprema da religião Akan. | /θj/                            |
| Hércules            | HD 149026               | Ogma                | IAU novo 2015 Nomeado após Ogma, uma divindade na mitologia celta. | /ˈɒɡmə/                         |
| Aquila              | ζ Aquilae A             | Okab                | | /ˈoʊkæb/                        |
| Scorpius            | τ Scorpii A             | Paikauhale          | IAU novo 2018 | /ˌpaɪkaʊˈhɑːleɪ/                |
| Peixes              | WASP-32                 | Parumleo*           | IAU novo 2019 Proposta de Cingapura; o nome é latim para 'pequeno leão'. | /pærəmˈliːoʊ/                   |
| Pavo                | α Pavonis Aa            | Peacock             | Designado "Peacock" (em homenagem à constelação) pelo HM Nautical Almanac Office para a Força Aérea Real Britânica na década de 1930. | /ˈpiːkɒk/                       |
| Aquila              | WASP-80                 | Petra*              | IAU novo 2019 Proposta jordaniana; Nomeado após Petra, a cidade arqueológica e Patrimônio Mundial da UNESCO. | /ˈpiːtrə/                       |
| Columba             | α Columbae              | Phact               | | /ˈfækt/                         |
| Ursa Major          | γ Ursae Majoris Aa      | Phecda              | Membro de Grande Carro ou do Plough (UK). Os nomes tradicionais alternativos são Phekda ou Phad. | /ˈfɛkdə/                        |
| Ursa Minor          | γ Ursae Minoris         | Pherkad             | | /ˈfɜːrkæd/                      |
| Aquila              | HD 192263               | Phoenicia*          | IAU novo 2019 Proposta libanesa; nomeado após a Fenícia, a antiga civilização. | /fᵻˈnɪʃ(i)ə/                    |
| Cancer              | λ Cancri                | Piautos             | | /piˈɔːtɒs/                      |
| Sagittarius         | HD 164604               | Pincoya*            | IAU novo 2019 Proposta chilena; em homenagem a Pincoya, um espírito aquático feminino da mitologia local. | /pɪŋˈkɔɪə/                      |
| Hércules            | TrES-3                  | Pipoltr*            | IAU novo 2019 Proposta do Liechtenstein; o nome de uma borboleta brilhante e visível no dialeto local de Triesenberg. | /θj/                            |
| Scorpius            | μ2 Scorpii A            | Pipirima            | | /pᵻˈpɪrᵻmə/                     |
| Taurus              | 28 Tauri Aa             | Pleione             | Membro do aglomerado aberto das Plêiades (M45). Pleione era a mãe das irmãs Plêiades na mitologia grega. | /ˈplaɪəniː, ˈpliːəniː/          |
| Tucana              | HD 221287               | Poerava*            | IAU novo 2019 Proposta das Ilhas Cook; significa uma grande pérola negra mística na língua maori das Ilhas Cook. | /θj/                            |
| Ursa Minor          | α Ursae Minoris         | Polaris             | Tornou-se conhecido como stella polaris ('estrela polar') durante a Renascença.:23 Veja Estrela Polar para outros nomes com base em sua posição perto do pólo celestial. | /poʊˈlɛərᵻs/                    |
| Octans              | σ Octantis              | Polaris Australis   | Veja Estrela do Sul. | /poʊˈlɛərᵻs ɔːˈstreɪlᵻs/        |
| Sagittarius         | μ Sagittarii Aa         | Polis               | | /ˈpɒlᵻs/                        |
| Gemini              | β Geminorum             | Pollux              | | /ˈpɒləks/                       |
| Virgo               | γ Virginis A            | Porrima             | | /ˈpɒrɪmə/                       |
| Leo Minor           | 46 Leonis Minoris       | Praecipua           | | /prᵻˈsɪpjuə/                    |
| Taurus              | γ Tauri A               | Prima Hyadum        | | /ˌpraɪmə ˈhaɪədəm/              |
| Canis Minor         | α Canis Minoris A       | Procyon             | em grego clássico: προκύον prokuon ('precedendo o cachorro') (viz. Sirius); Latinizado como Antecanis. | /ˈproʊsiɒn/                     |
| Gemini              | η Geminorum A           | Propus              | | /ˈproʊpəs/                      |
| Centaurus           | α Centauri C            | Proxima Centauri    | A estrela mais próxima do Sol. | /ˌprɒksɪmə sɛnˈtɔːraɪ/          |
| Eridanus            | ε Eridani               | Ran                 | IAU novo 2015 Nomeado após Ran, a deusa nórdica do mar. | /θj/                            |
| Scorpius            | HD 153950               | Rapeto*             | IAU novo 2019 Proposta de Madagascar; o nome de uma criatura gigante do folclore. | /θj/                            |
| Leo                 | μ Leonis                | Rasalas             | | /ˈræsəlæs/                      |
| Hércules            | α1 Herculis Aa          | Rasalgethi          | Também escrito como Ras Algethi. | /ˌræsəlˈdʒiːθi/                 |
| Ophiuchus           | α Ophiuchi A            | Rasalhague          | Também escrito como Ras Algethi. | /ˈræsəlheɪɡ/                    |
| Draco               | β Draconis A            | Rastaban            | | /ˈræstəbæn/                     |
| Vela                | γ Velorum               | Regor†              | Também conhecido como Suhail e Suhail al Muhlif, que também se aplicam a λ Velorum (Suhail). | /ˈriːɡɔːr/                      |
| Leo                 | α Leonis A              | Regulus             | Latim para 'príncipe' ou 'pequeno rei'. Regulus era conhecido pelos astrólogos persas como "Venant, Vigilante do Norte", uma das estrelas reais. | /ˈrɛɡjʊləs/                     |
| Peixes              | ζ Piscium A             | Revati              | | /ˈreɪvəti/                      |
| Orion               | β Orionis A             | Rigel               | Nome tradicional registrado pela primeira vez nas Tábuas Afonsinas de 1252 e derivado do nome الرجل الجوزاء اليسرى ar-rijl al-jawzāʾ al-yasrá ('a perna esquerda (pé) de Jauzah') (rijl significando 'perna, pé').:312–313 | /ˈraɪdʒəl/                      |
| Centaurus           | α Centauri A            | Rigil Kentaurus     | O nome é originalmente em árabe: رجل قنطورس rijl qantūris ('pé do centauro'). | /ˈraɪdʒəl kɛnˈtɔːrəs/           |
| Ophiuchus           | HD 149143               | Rosalíadecastro*    | IAU novo 2019 Proposta espanhola; em homenagem à escritora Rosalía de Castro. | /θj/                            |
| Delphinus           | β Delphini A            | Rotanev             | O nome apareceu em Piazzi's Palermo Star Catalogue em 1814, adicionado por Niccolò Cacciatore como uma brincadeira junto com Sualocin (α Delphini); "Rotanev" é Venator, a forma latim de em italiano: Cacciatore ('caçador'), soletrado ao contrário. | /ˈroʊtənɛv/                     |
| Cassiopeia          | δ Cassiopeiae Aa        | Ruchbah             | Derivado em árabe: ركبة rukba ('joelho'). O nome histórico alternativo Ksora apareceu em uma publicação de 1951, Atlas Coeli (Skalnate Pleso Atlas of the Heavens) do astrônomo tcheco Antonín Bečvář; o professor Paul Kunitzch não conseguiu encontrar nenhuma pista sobre a origem do nome.:62 | /ˈrʌkbə/                        |
| Sagittarius         | α Sagittarii            | Rukbat              | | /ˈrʌkbæt/                       |
| Ophiuchus           | η Ophiuchi A            | Sabik               | | /ˈseɪbɪk/                       |
| Auriga              | ζ Aurigae A             | Saclateni           | | /sækləˈtiːni/                   |
| Aquarius            | γ Aquarii Aa            | Sadachbia           | | /səˈdækbiə/                     |
| Pegasus             | μ Pegasi                | Sadalbari           | | /ˌsædəlˈbɛəri/                  |
| Aquarius            | α Aquarii A             | Sadalmelik          | | /ˌsædəlˈmɛlɪk/                  |
| Aquarius            | β Aquarii A             | Sadalsuud           | | /ˌsædəlˈsuːəd/                  |
| Cygnus              | γ Cygni A               | Sadr                | | /ˈsædər/                        |
| Leo                 | HD 100777               | Sagarmatha*         | IAU novo 2019 Proposta nepalesa; o nome nepalês para o pico mais alto do mundo (Monte Everest). | /sæɡərˈmɑːθə/                   |
| Orion               | κ Orionis               | Saiph               | Nome tradicional em árabe: سیف الجبار sayf al-jabbār, literalmente 'espada' do gigante'. | /ˈseɪf/                         |
| Pegasus             | τ Pegasi                | Salm                | | /ˈsɑːm/                         |
| Piscis Austrinus    | HD 205739               | Sāmaya*             | IAU novo 2019 Proposta do Sri Lanka; significa 'paz' na língua cingalesa. | /θj/                            |
| Sagitta             | HAT-P-34                | Sansuna*            | IAU novo 2019 Proposta maltesa; um gigante mitológico dos contos populares malteses. | /θj/                            |
| Scorpius            | θ Scorpii A             | Sargas              | | /ˈsɑːrɡæs/                      |
| Hércules            | δ Herculis Aa           | Sarin               | | /ˈsɛərɪn/                       |
| Ursa Major          | θ Ursae Majoris         | Sarir†              | | /θj/                            |
| Eridanus            | 53 Eridani A            | Sceptrum            | Anteriormente "p Sceptri" na constelação de Sceptrum Brandenburgicum. | /ˈsɛptrəm/                      |
| Pegasus             | β Pegasi                | Scheat              | | /ˈʃiːæt/                        |
| Cassiopeia          | α Cassiopeiae           | Schedar             | Também tradicionalmente tinha o nome de Schedir; ambos originalmente em árabe: صدر ṣadr ('seios'); também chamado الضاة الكرسي aḍ-ḍāh al-kursiyy ('a senhora na cadeira' de Ulugue Begue, de onde Dath Elkarti por Giovanni Battista Riccioli em 1651. | /ˈʃɛdɑːr/                       |
| Taurus              | δ Tauri Aa              | Secunda Hyadum      | | /sᵻˈkʌndə ˈhaɪədəm/             |
| Cassiopeia          | ε Cassiopeiae           | Segin               | De uma transcrição errada de Seginus, o nome tradicional para γ Boötis. | /ˈsɛɡᵻn/                        |
| Boötes              | γ Boötis Aa             | Seginus             | Transcrição incorreta da forma árabe de Boötes. | /sᵻˈdʒaɪnəs/                    |
| Sagitta             | α Sagittae              | Sham                | | /ˈʃæm/                          |
| Leo                 | HD 99109                | Shama*              | IAU novo 2019 Proposta do Paquistão; um termo literário urdu que significa 'uma pequena lâmpada ou chama'. | /θj/                            |
| Scorpius            | HIP 79431               | Sharjah*            | IAU novo 2019 Proposta dos Emirados Árabes Unidos; em homenagem a Xarja, a capital cultural e cidade do conhecimento dos Emirados Árabes Unidos. | /ˈʃɑːrdʒə/                      |
| Scorpius            | λ Scorpii Aa            | Shaula              | | /ˈʃɔːlə/                        |
| Lyra                | β Lyrae Aa1             | Sheliak             | | /ˈʃiːliæk/                      |
| Aries               | β Arietis A             | Sheratan            | | /ˈʃɛrətæn/                      |
| Sagittarius         | HD 181720               | Sika*               | IAU novo 2019 Proposta ganense; significa 'ouro' na língua jeje. | /θj/                            |
| Canis Major         | α Canis Majoris A       | Sirius              | em grego clássico: Σείριος 'o abrasador'; em egípcio Sótis, traduzido em grego como Σῶθις Sōthis. Como a estrela mais brilhante do céu, Sirius tem nomes próprios em várias culturas, incluindo polinésia (em maori: Takurua; em havaiano: Ka'ulua ('Rainha do paraíso'), entre outros). Também conhecida como "Estrela Cachorro". | /ˈsɪriəs/                       |
| Aquarius            | κ Aquarii A             | Situla              | | /ˈsɪtjʊlə/                      |
| Aquarius            | δ Aquarii A             | Skat                | | /ˈskæt/                         |
| Pegasus             | BD+14 4559              | Solaris*            | IAU novo 2019 Proposta polonesa; em homenagem a Solaris, um romance de Stanisław Lem. | /soʊˈlɑːrᵻs/                    |
| Virgo               | α Virginis Aa           | Spica               | Outros nomes tradicionais são Azimech, em árabe: السماك الأعزل as-simāk al-ʾaʿzal ('o indefeso') e Alarph, Árabe para 'o apanhador de uvas'. Conhecido em astronomia indiana como Chitra ('o brilhante'). | /ˈspaɪkə/                       |
| Andromeda           | HAT-P-6                 | Sterrennacht*       | IAU novo 2019 Proposta neerlandesa; nomeado após A Noite Estrelada de Vincent van Gogh. | /θj/                            |
| Lynx                | HD 75898                | Stribor*            | IAU novo 2019 Proposta croata; nomeado após Stribog, o deus dos ventos na mitologia eslava. Stribor também é personagem do livro Priče iz davnine (Croatian Tales of Long Ago), de Ivana Brlić-Mažuranić. | /θj/                            |
| Delphinus           | α Delphini Aa           | Sualocin            | O nome apareceu em Piazzi's Palermo Star Catalogue em 1814, adicionado por Niccolò Cacciatore como uma pegadinha junto com Rotanev (β Delphini); "Sualocin" é Nicolaus, a forma latim de em italiano: Niccolò ('Nicholas'), soletrado ao contrário. | /suˈɒloʊsɪn/                    |
| Leo                 | ο Leonis Aa             | Subra               | | /ˈsuːbrə/                       |
| Vela                | λ Velorum               | Suhail              | Tradicionalmente, esse nome também se aplica a γ Velorum (Regor). | /ˈsuːheɪl/                      |
| Lyra                | γ Lyrae                 | Sulafat             | | /ˈsuːləfæt/                     |
| Virgo               | ι Virginis              | Syrma               | | /ˈsɜːrmə/                       |
| Orion               | π3 Orionis              | Tabit               | | /ˈteɪbɪt/                       |
| Lacerta             | HAT-P-40                | Taika*              | IAU novo 2019 Proposta lituana; significa 'paz' na língua lituana. | /θj/                            |
| Ursa Major          | χ Ursae Majoris         | Taiyangshou         | Do nome chinês 太陽守 Tàiyángshǒu ('guarda do sol'). | /ˌtaɪæŋˈʃoʊ/                    |
| Draco               | 8 Draconis              | Taiyi               | Do nome chinês 太乙 Tàiyǐ ou 太一 Tàiyī ('o grande'), ambos se referem a Tao. | /ˌtaɪˈjiː/                      |
| Ursa Major          | ι Ursae Majoris Aa      | Talitha             | Também chamada de Talitha Borealis, já que a Talitha originalmente se referia a κ Ursae Majoris (Alkaphrah) e ι Ursae Majoris juntas. | /ˈtælᵻθə/                       |
| Pegasus             | WASP-21                 | Tangra*             | IAU novo 2019 Proposta búlgara; nomeado após Tengri, o deus que os primeiros búlgaros adoravam. | /θj/                            |
| Ursa Major          | μ Ursae Majoris A       | Tania Australis     | | /ˈteɪniə ɔːˈstreɪlᵻs/           |
| Ursa Major          | λ Ursae Majoris A       | Tania Borealis      | | /ˈteɪniə ˌbɒriˈælᵻs/            |
| Carina              | HD 63765                | Tapecue*            | IAU novo 2019 Proposta boliviana; significa 'Via Láctea' nas línguas guaranis. | /θj/                            |
| Aquila              | γ Aquilae               | Tarazed             | Soletração tradicional alternativa de Tarazet. | /ˈtærəzɛd/                      |
| Cancer              | β Cancri A              | Tarf                | | /ˈtɑːrf/                        |
| Taurus              | 19 Tauri Aa             | Taygeta             | Membro do aglomerado aberto das Plêiades (M45). Taigete foi uma das irmãs Plêiades na mitologia grega. | /teɪˈɪdʒᵻtə/                    |
| Cancer              | ζ1 Cancri A             | Tegmine             | Nome tradicional alternativo de Tegmen. | /ˈtɛɡmᵻniː/                     |
| Gemini              | μ Geminorum Aa          | Tejat               | Nome tradicional, também denominado Tejat Posterior. | /ˈtiːdʒət/                      |
| Sagittarius         | ω Sagittarii A          | Terebellum          | De Ptolomeu τετράπλευρον tetrapleuron ('quadrilátero'), um grupo de quatro estrelas, das quais ω Sagittarii é a mais brilhante. | /tɛrᵻˈbɛləm/                    |
| Auriga              | HAT-P-9                 | Tevel*              | IAU novo 2019 Proposta israelense; significa 'mundo' ou 'universo' na língua hebraica. | /θj/                            |
| Orion               | υ Orionis               | Thabit†             | | /ˈθeɪbɪt/                       |
| Eridanus            | υ2 Eridani              | Theemin             | Também escrito como Theemim ou Beemin. | /ˈθiːmən/                       |
| Draco               | α Draconis A            | Thuban              | | /ˈθjuːbæn/                      |
| Grus                | β Gruis                 | Tiaki               | | /tiˈɑːki/                       |
| Taurus              | ζ Tauri A               | Tianguan            | Em chinês, 天關 Tiānguān ('portão celestial'). Também relatado como em acádio: Shurnarkabti-sha-shūtū ('a estrela no touro em direção ao sul' ou 'a estrela do sul em direção à carruagem').:391 | /tiænˈɡwɑːn/                    |
| Draco               | 7 Draconis              | Tianyi              | Do nome chinês 天乙 Tiānyǐ ou 天一 Tiānyī ('o Celestial Grande'), uma divindade no Taoismo. | /tiænˈjiː/                      |
| Ophiuchus           | HD 148427               | Timir*              | IAU novo 2019 Proposta de Bangladesh; significa 'escuridão' na língua bengali. | /θj/                            |
| Puppis              | WASP-161                | Tislit*             | IAU novo 2019 Proposta marroquina; nomeado após o lago Tislit e significa 'a noiva' nas línguas berberes. Associado a uma garota de coração partido na lenda. | /θj/                            |
| Andromeda           | υ Andromedae A          | Titawin             | IAU novo 2015 Named after the settlement in northern Morocco and UNESCO World Heritage Site now known as the medina (old town) of Tétouan. | /tɪtəˈwiːn/                     |
| Eridanus            | WASP-22                 | Tojil*              | IAU novo 2019 Proposta da Guatemala; o Tohil (divindade patrona) dos quichés. | /θj/                            |
| Centaurus           | α Centauri B            | Toliman             | O nome é originalmente em árabe: ظليمان ẓalīmān ('dois avestruzes (machos)'). | /ˈtɒlɪmæn/                      |
| Camelopardalis      | HD 104985               | Tonatiuh            | IAU novo 2015 Nomeado após Tonatiuh, o deus asteca do Sol. | /toʊnəˈtiːuː/                   |
| Peixes              | ο Piscium A             | Torcular            | | /ˈtɔːrkjʊlər/                   |
| Canes Venatici      | HAT-P-36                | Tuiren*             | IAU novo 2019 Proposta irlandesa. A tia do guerreiro Fionn Mac Cumhaill da mitologia irlandesa. | /θj/                            |
| Crux                | HD 108147               | Tupã*               | IAU novo 2019 Proposta paraguaia; Tupã é o nome de Deus na língua guarani. | /θj/                            |
| Reticulum           | HD 23079                | Tupi*               | IAU novo 2019 Proposta brasileira; em homenagem ao povo indígena Tupi. | /ˈtuːpi/                        |
| Puppis              | ρ Puppis A              | Tureis              | | /ˈtjʊəreɪs/                     |
| Hydra               | ι Hydrae                | Ukdah               | | /ˈʌkdə/                         |
| Centaurus           | HD 102117               | Uklun*              | IAU novo 2019 Proposta das Ilhas Pitcairn. Aklen significa 'nós' na língua pitcairnesa. | /ˈʌklən/                        |
| Serpens             | α Serpentis             | Unukalhai           | A partir de em árabe: عنق الحية ʿunuq al-ḥayya ('o pescoço da serpente'), chamado Cor Serpentis ('Heart of the Serpent') em Latim. | /ˌjuːnək.ælˈheɪ/                |
| Canis Major         | σ Canis Majoris         | Unurgunite          | | /ˌʌnərˈɡʌnaɪt/                  |
| Sagitta             | HD 231701               | Uruk*               | IAU novo 2019 Proposta iraquiana; em homenagem a Uruque, uma antiga cidade da Suméria e da Babilônia na Mesopotâmia. | /ˈʊrʊk/                         |
| Lyra                | α Lyrae                 | Vega                | O nome é originalmente em árabe: النسر الواقع an-nasr al-wāqiʿ ('o abutre pousando') também traduzido como vulture cadens ('abutre caindo') (Veja também Aetos Dios, Aves do Lago Estínfalo). Como a segunda estrela mais brilhante no céu setentrional, Vega tem nomes em várias culturas. Em chinês, é conhecido como 織女 ('menina de tecelagem') da história de amor de Qi Xi. Vega é um dos vértices do asterismo Triângulo de Verão.         | /ˈviːɡə, ˈveɪɡə/                |
| Andromeda           | 14 Andromedae A         | Veritate            | IAU novo 2015 Latim para 'onde há verdade'. | /ˌvɛrᵻˈteɪtiː/                  |
| Virgo               | ε Virginis              | Vindemiatrix        | Vindemiatrix is Latin for '(female) grape gatherer'. | /vɪnˌdiːmiˈeɪtrɪks/             |
| Gemini              | δ Geminorum Aa          | Wasat               | | /ˈweɪsət/                       |
| Columba             | β Columbae              | Wazn                | | /ˈwɒzən/                        |
| Canis Major         | δ Canis Majoris Aa      | Wezen               | | /ˈwiːzən/                       |
| Phoenix             | ζ Phoenicis Aa          | Wurren              | Nome tradicional na cultura do povo Wardaman do Território do Norte da Austrália. | /ˈwʊrən/                        |
| Scorpius            | μ1 Scorpii Aa           | Xamidimura          | | /ˌkæmidiˈmʊərə/                 |
| Lyra                | HD 173416               | Xihe*               | IAU novo 2019 Proposta de Nanquim; Xihe é a deusa do Sol na mitologia chinesa. A estrela também representa os primeiros astrônomos e fabricantes de calendários chineses. | /ˈʃiːhə/                        |
| Boötes              | λ Boötis                | Xuange              | Do nome chinês 玄戈 Xuángē ('lança sombria'). | /θj/                            |
| Ophiuchus           | ε Ophiuchi              | Yed Posterior       | | /ˌjɛd pɒˈstɪəriər/              |
| Ophiuchus           | δ Ophiuchi              | Yed Prior           | | /ˌjɛd ˈpraɪər/                  |
| Ursa Minor          | δ Ursae Minoris         | Yildun              | De yildiz, turco para 'estrela'. | /jɪlˈdʌn/                       |
| Virgo               | η Virginis Aa           | Zaniah              | | /ˈzeɪniə/                       |
| Eridanus            | γ Eridani               | Zaurak              | Nome tradicional, soletrado alternativamente Zaurac; originalmente em árabe: زورق zawraq ('barco').:218 | /ˈzɔːræk/                       |
| Virgo               | β Virginis              | Zavijava            | | /ˌzævᵻˈdʒævə/                   |
| Hydra               | υ1 Hydrae A             | Zhang               | Do nome chinês 張 Zhāng ('rede estendida'). | /ˈdʒæŋ/                         |
| Eridanus            | ζ Eridani Aa            | Zibal               | | /ˈzaɪbəl/                       |
| Leo                 | δ Leonis                | Zosma               | | /ˈzɒzmə/                        |
| Libra               | α2 Librae Aa            | Zubenelgenubi       | | /zuːˌbɛnɛldʒᵻˈnuːbi/            |
| Libra               | γ Librae A              | Zubenelhakrabi      | | /zuːˌbɛnɛlˈhækrəbi/             |
| Libra               | β Librae                | Zubeneschamali      | | /zuːˌbɛnɛʃəˈmeɪli/              |

| Constelação         | Designação            | Nome próprio atual     | Nomes históricos/comentários |
| ------------------- | --------------------- | ---------------------- | ---------------------------- |
| Capricornus         | δ Capricorni          | Scheddi†               |                              |
| Leo                 | ε Leonis              | Ras Elased Australis†  |                              |
| Eridanus            | δ Eridani             | Rana†                  | Rana é latim para 'sapo'.    |
| Virgo               | μ Virginis            | Rijl al Awwa†          |                              |
| Cygnus              | ω2 Cygni              | Ruchba†                |                              |
| Auriga              | ζ Aurigae             | Sadatoni†              |                              |
| Ophiuchus           | ν Ophiuchi            | Sinistra†              |                              |
| Sagittarius         | δ Sagittarii          | Media†                 |                              |
| Cetus               | α Ceti                | Menkab†                |                              |
| Corvus              | ε Corvi               | Minkar†                |                              |
| Canis Major         | β Canis Majoris       | Murzim†                |                              |
| Ursa Major          | π Ursae Majoris       | Muscida†               |                              |
| Orion               | ι Orionis             | Nair Al Saif†          |                              |
| Sagittarius         | γ2 Sagittarii         | Nash†                  |                              |
| Capricornus         | π Capricorni          | Okul†                  |                              |
| Capricornus         | α Capricorni          | Giedi†                 |                              |
| Scorpius            | κ Scorpii             | Girtab†                |                              |
| Perseus             | ρ Persei              | Gorgonea Tertia†       |                              |
| Auriga              | ζ Aurigae             | Haedus†                |                              |
| Orion               | λ Orionis             | Heka†                  |                              |
| Auriga              | ζ Aurigae             | Hoedus (I)†            |                              |
| Auriga              | η Aurigae             | Hoedus II†             |                              |
| Auriga              | ι Aurigae             | Kabdhilinan†           |                              |
| Capricornus         | ε Capricorni          | Kastra†                |                              |
| Draco               | ν Draconis            | Kuma†                  |                              |
| Ursa Major          | ι Ursae Majoris       | Dnoces†                |                              |
| Leo                 | δ Leonis              | Duhr†                  |                              |
| Triangulum          | α Trianguli           | Elmuthalleth†          |                              |
| Peixes              | β Piscium             | Fum al Samakah†        |                              |
| Triangulum Australe | γ Trianguli Australis | Gatria†                |                              |
| Sagittarius         | ζ Sagittarii          | Askella†               |                              |
| Canes Venatici      | β Canum Venaticorum   | Asterion†              |                              |
| Virgo               | δ Virginis            | Auva†                  |                              |
| Auriga              | ζ Aurigae             | Azaleh†                |                              |
| Pegasus             | θ Pegasi              | Baham†                 |                              |
| Ursa Major          | η Ursae Majoris       | Benetnasch†            |                              |
| Triangulum Australe | β Trianguli Australis | Betria†                |                              |
| Canes Venatici      | α2 Canum Venaticorum  | Chara†                 |                              |
| Ophiuchus           | β Ophiuchi            | Cheleb†                |                              |
| Serpens             | β Serpentis           | Chow†                  |                              |
| Delphinus           | ε Delphini            | Deneb Dulfim†          |                              |
| Cetus               | ι Ceti                | Deneb Kaitos Schemali† |                              |
| Cetus               | η Ceti                | Dheneb†                |                              |
| Aquila              | ι Aquilae             | Al Thalimain†          |                              |
| Aquila              | λ Aquilae             | Al Thalimain†          |                              |
| Virgo               | γ Virginis            | Arich†                 |                              |
| Capricornus         | η Capricorni          | Armus†                 |                              |
| Corona Australis    | α Coronae Australis   | Alfecca Meridiana†     |                              |
| Cepheus             | ξ Cephei              | Alkurah†               |                              |
| Cepheus             | γ Cephei              | Alrai†                 |                              |
| Sagittarius         | α Sagittarii          | Alrami†                |                              |
| Gemini              | η Geminorum           | Tejat Prior†           |                              |
| Draco               | ε Draconis            | Tyl†                   |                              |
| Libra               | γ Librae              | Zuben-el-Akrab†        |                              |
| Libra               | δ Librae              | Zuben-el-Akribi†       |                              |
| Virgo               | γ Virginis            | Arich†                 |                              |